# موعود
موعود هي أغنية ألفها محمد حمزة ولحنها بليغ حمدي عبد الحليم حافظ تقريباً عام 1971.

## الأغنية
- يقول الشاعر محمد حمزة أن عبد الحليم كان يستعد لبروفات (تدريبات موسيقية) أغنية مداح القمر التي كان الشاعر قد انتهى من كتابتها سابقاً، إلا أن نزيفاً حاداً حدث لعبد الحليم أجبره على السفر للعلاج، وبعد عودته اكتشف أن محمد حمزة قد بدأ كتابة أغنية موعود، فقرر عبد الحليم أن تستكمل كتابتها ثم تلحن ويغنيها أولاً،[2][3] وذلك لتشابه معاني مطلعها مع حالته حيث قول المطلع:

موعود معايا بالعذاب موعود ياقلبي
موعود ودايماً بالجراح موعود ياقلبي
ولا بتهدى ولا بترتاح في يوم يا قلبي
- اشتملت الأغنية مع ذلك على بيت أثار استغراب الكثيرين الذين حاروا في فهم معناه وهو اليت الذي يقول:

- الأغنية مكونة من مطلع، وثلاثة مقاطع هي تاني..تاني، وابتدا المشوار، وشوف بقينا فين يا قلبي.
- لحن بليغ حمدي اللحن بطابع رومانسي يختلف نوعاً ما عن طبيعة ألحانه التي يغلب عليها الطابع الشعبي، باستثناء بعض الأجزاء مثل الجزء الأول من المقطع الثاني وابتدا المشوار الذي سار على نسق ألحان بليغ الشعبية المعروفة.
- لا تسير الأغنية على نسق واحد، فهي تتراوح في تعبيرها عن المشاعر ما بين الحزن، والفرح، واستطاع بليغ حمدي التعبير بلحنه عن كل تلك المشاعر.
- في الجزء الثاني من مقطع شوف بقينا فين يا قلبي هو نفسه تقريباً الجزء الأول من مقطع "تاني..تاني"، وهو الجزء الذي تعود فيه الشخصية صاحبة الأغنية إلى حالة الحزن الأولى بعد الفرح.

## غناء الأغنية
غنى عبد الحليم الأغنية في 18 أبريل 1971 في سينما ريفولي في القاهرة. وفي نفس الحفل قدّم محمد العزبي لأول مرة أغنيته الشهيرة بهية، كما غنت شريفة فاضل آه يا المكتوب، وغنت عفاف راضي كله في الموانئ. وكانت جميع أغاني الحفل من تلحين بليغ حمدي.